# Ambassade de Norvège en Finlande
L'ambassade de Norvège en Finlande est la représentation diplomatique du royaume de Norvège auprès de la république de Finlande. Elle est sise Rehbindervägen 17 à Helsinki, la capitale finlandaise. L'ambassadeur actuellement en poste est, depuis 2019, Dag Stangnes.

## Ambassadeurs de Norvège en Finlande
- 1918-1924 : Andreas Tostrup Urbye
- 1927-1936 : Johan Fredrik Winter Jakhelln (no) (envoyé pour la Finlande et les pays baltes)
- 1936-1941 : Johan Wilhelm Michelet (no)
- 1945-1950 : Niels Christian Ditleff
- 1950-1953 : Torbjørn Leopold Seippel
- 1953-1958 : Hans Olav (no)
- 1958-1962 : Knut Lykke (no)
- 1962-1966 : Ivar Lunde (en)
- 1966-1972 : Adolf Bredo Stabell (en)
- 1972-1976 : Knut Thommessen (no)
- 1976-1982 : Christian Berg-Nielsen (no)
- 1982-1985 : Olav Bucher-Johannessen (en)
- 1985-1989 : Kjell Colding (en)
- 1989-1994 : Kjell Rasmussen (en)
- 1994-1997 : Dagfinn Stenseth (en)
- 1997-2001 : Reginald Norby (en)
- 2001-2003 : Tom Vraalsen (no)
- 2003-2007 : Haakon Baardsøn Hjelde (en)
- 2007-2012 : Leidulv Namtvedt (en)
- 2012-2015 : Jørg Willy Bronebakk (en)
- 2015-2019 : Åge Bernhard Grutle
- depuis 2019 : Dag Stangnes